# Carrickfergus (canzone)
Carrickfergus è una canzone popolare irlandese, che prende il nome dalla città di Carrickfergus nella contea di Antrim, dell'Irlanda del Nord. L'album del 1964 dei Clancy Brothers intitolato The First Hurrah! include questo titolo. Una versione un po' diversa è stata pubblicata sotto il nome The Kerry Boatman, da Dominic Behan su un LP chiamato The Irish Rover, nel 1965.

## Origini
La canzone moderna si deve a Dominic Behan, che la pubblicò nel 1965. Behan racconta di aver imparato la canzone dall'attore Peter O'Toole. Nel suo libro, "Ireland Sings" (Londra, 1965), Behan inserisce tre versi, di cui dice di averne ottenuti due da O'Toole e di aver scritto lui stesso quello centrale. L'album del 1964 “The First Hurrah!" di The Clancy Brothers include una canzone intitolata "Carrickfergus (Do Bhí Bean Uasal)".
La melodia è stata fatta risalire a una canzone in lingua irlandese, "Do Bhí Bean Uasal" ("C'era una nobildonna"), attribuita al poeta Cathal Buí Mac Giolla Ghunna, morto nel 1756 nella contea di Clare. Il collezionista di musica George Petrie ottenne due impostazioni di questa melodia dal collega collezionista Patrick Joyce. Joyce proveniva da Ballyorgan nelle montagne di Ballyhoura, ai confini delle contee di Limerick e Cork. Petrie scrisse che credeva che "Do Bhí Bean Uasal" provenisse dalla contea di Clare o dalla contea di Limerick, ed era in ogni caso una canzone del Munster.
Una prima versione della canzone apparve su un foglio di ballata a Cork a metà del XIX secolo in forma maccheronica. I testi irlandesi parlavano di un uomo che viene tradito, una canzoncina oscena e divertente. Al contrario, i testi in inglese sono nostalgici.
Robert Gogan suggerisce che Carrickfergus potrebbe essersi evoluta da almeno due canzoni separate, il che spiegherebbe perché non ha una narrazione coerente. Ad esempio, The Ancient Music of Ireland, pubblicato da George Petrie nel 1855, conteneva una canzone in lingua irlandese chiamata "An Bhean Uasal" che conteneva molti ma non tutti i sentimenti usati in Carrickfergus. Gogan faceva anche riferimento a una registrazione di una canzone intitolata "Sweet Maggie Gordon" che è conservata nella sezione Music for the Nation della Biblioteca del Congresso degli Stati Uniti. Fu pubblicata dalla signora Pauline Lieder a New York nel 1880. Contiene versi simili a Carrickfergus, ma il ritornello è più vicino a un'altra canzone popolare irlandese/scozzese chiamata "Peggy Gordon".

## Kilkenny
La storia sembra ambientata a Kilkenny; in effetti il "Ballygran" a cui si fa riferimento nella canzone potrebbero essere le miniere di carbone locali di Ballingarry, in modo che il "marmo... nero come inchiostro" nei testi potesse essere un riferimento al carbone.
Il giornalista irlandese-statunitense Niall O'Dowd (2021) ha paragonato la canzone alla sua equivalente scozzese "Over the Water", suggerendo che la canzone potrebbe essersi originariamente riferita a Kilmeny sull'isola scozzese di Islay. Kilmeny è un villaggio vicino alla cava di Ballygrant che, suggerisce, è il "Ballygran" menzionato nei testi. In contrasto con le miniere di carbone di Ballingarry, la cava di Ballygrant produce effettivamente marmo grigio variante del calcare di Islay, che fu una fonte primaria di occupazione per i locali durante il XVIII e il XIX secolo. O'Dowd suggerisce che, a causa dei secoli di viaggi tra l'Ulster e la Scozia, c'è più connessione tra Carrickfergus e Islay che con Kilkenny.

## Esecuzioni
La canzone è stata registrata da molti artisti famosi. È una richiesta popolare ai festival e ai concerti folk, ed è stata suonata al funerale di John F. Kennedy Jr. nel 1999. Il cantautore russo Aleksandr Karpov (alias "Aleksandr O'Karpov") ha tradotto i testi in russo, registrando una versione russa di "Carrickfergus", intitolata anche "За синим морем, за океаном" (Za sinim morem, za okeanom - "Oltre il mare azzurro, oltre l'oceano").